# Catherine Meusburger
Catherine Meusburger (* 7. Jänner 1978 in Innsbruck) ist eine österreichische Mathematikerin und Physikerin, die zu den Beziehungen zwischen
mathematischer Physik, Darstellungstheorie und Geometrie forscht. Seit April 2011 ist sie Professorin für Mathematik an der Friedrich-Alexander-Universität Erlangen-Nürnberg.
Ihre Forschungsinteressen umfassen 3D-Geometrie, Quantisierung von Moduliräumen flacher Zusammenhänge, höhere Kategorien, topologische Quantenfeldtheorie, die Abbildungsklassengruppe und topologische Modelle in der Festkörperphysik. Frühere Arbeiten untersuchten die Quantisierung der Chern-Simons-Theorie and 3D-Gravitation.
Meusburger wuchs in Heidelberg auf und legte dort am Kurfürst-Friedrich-Gymnasium 1996 das Abitur ab. Im selben Jahr begann Meusburger ein Physikstudium an der Albert-Ludwigs-Universität Freiburg, welches sie 2001 mit einer Arbeit über „Die Quantisierung des geschlossenen, bosonischen Nambu-Goto-Strings mit Hilfe einer konkreten Realisierung“ mit dem Diplom abschloss. Für diese Arbeit, die als „Sehr gut mit Auszeichnung“ bewertet wurde, erhielt sie 2002 den Gustav-Mie-Preis der Universität, der jährlich für die beste Diplomarbeit auf dem Gebiet der Physik verliehen wird.
Anschließend begann sie ein von der Studienstiftung des Deutschen Volkes gefördertes Promotionsstudium an der Heriot-Watt University in Edinburgh, das sie 2004 mit ihrer Dissertation „Phase space and quantisation of (2+1)-dimensional gravity in the Chern-Simons formulation“ bei Bernd Schroers abschloss.
Ab Oktober 2004 war Meusburger vier Jahre lang als Postdoc am Perimeter Institute for Theoretical Physics in Waterloo (Ontario), bevor sie 2008 für ein halbes Jahr als Marie Curie Intra European Research Fellow an die University of Nottingham ging. Anschließend leitete sie bis 2011 eine Emmy-Noether-Nachwuchsgruppe an der Universität Hamburg.